# تيم سميث (لاعب كرة قاعدة)
تيم سميث (بالإنجليزية: Tim Smith)‏ هو لاعب كرة قاعدة أمريكي، ولد في 14 يونيو 1986 في تورونتو في كندا.

## وصلات خارجية
- تيم سميث على موقع دوري كرة القاعدة الرئيسي (الإنجليزية)
- تيم سميث على موقع دوري أستراليا لكرة القاعدة (الإنجليزية)
- تيم سميث على موقعبيزبول رفرنس.كوم (الدوري الثانوي) (الإنجليزية)